# Scymnus bivulnerus
Scymnus bivulnerus é uma espécie de insetos coleópteros polífagos pertencente à família Coccinellidae.
A autoridade científica da espécie é Baudi, tendo sido descrita no ano de 1894.
Trata-se de uma espécie presente no território português.